# Список губернаторов Нью-Джерси
Губернатор Нью-Джерси — глава исполнительной ветви власти Нью-Джерси и главнокомандующий вооруженных сил штата. Он отвечает за исполнение законов штата, в его полномочия входит одобрение законов, принятых Законодательным собранием или наложение на них вето, созыв Законодательного собрания и осуществление помилования, кроме случаев государственной измены или отрешения от должности.
Всего губернаторов Нью-Джерси было 55, ещё несколько человек работали некоторое время исполняющими обязанности. Согласно официальной нумерации, у каждого губернатора лишь один номер, и по традиции, в список включались лишь избранные губернаторы (исполняющие обязанности — нет). Однако закон, подписанный 10 января 2006 года, позволил исполняющим обязанности губернатора, прослужившим не менее 180 дней, считаться полноправными губернаторами. Закон имел обратную силу до 1 января 2001 года; таким образом, он изменил статус Дональда Дифранческо и Ричарда Коди, изменив номер Джима Макгриви. Действующий губернатор — Фил Мёрфи, вступивший в должность 16 января 2018 года.

## Список
О периоде до независимости см. список колониальных губернаторов Нью-Джерси.
Нью-Джерси был одной из первоначальных тринадцати колоний; в состав США вошёл 18 декабря 1787 года. До провозглашения независимости Нью-Джерси был колонией Королевства Великобритания.
Первая Конституция Нью-Джерси, ратифицированная в 1776 году, предусматривала, что губернатор ежегодно назначался законодательным собранием штата, члены которого, в свою очередь, избирались от нескольких округами. Согласно этой конституции, губернатор был председателем верхней палаты законодательного собрания, которая тогда называлась Законодательным советом. Конституция 1844 года предусматривала избрание губернатора на всенародном голосовании, который более не являлся председателем верхней палаты заксобрания, переименованной в Сенат. Вышеуказанная редакция конституции штата также увеличила срок губернатора до трёх лет, начиная с третьего вторника января года, следующего за годом выборов, и запретила губернаторам переизбираться. Конституция 1947 года увеличила период полномочий губернатора до четырёх лет и запрещает губернаторам переизбираться после двух сроков подряд, но допускает их право на переизбрание по прошествии ещё одного срока.
Конституция 1776 года предусматривала, что обязанности губернатора в случае вакантности должности последнего должен был исполнять вице-президент Законодательного совета, являвшийся председателем совета. Конституция 1844 года сделала председателя Сената штата первым в порядке преемственности, как и следующая редакция 1947 года. Поправка 2006 года к конституции Нью-Джерси учредила должность вице-губернатора, который избирается по тому же бюллетеню и на тот же срок, что и губернатор, и который займёт должность губернатора, если она окажется вакантной. Должность вице-губернатора была впервые занята в 2010 году.
 Демократическая партия (27)
 Республиканская партия (17)
 Партия вигов (4)
 Федералистская партия (4)
 Демократическо-республиканская партия (3)
| №  | Портрет | Губернатор | Губернатор                | Вступил в должность | Покинул должность | Вице-губернатор | Сроков  |
| -- | ------- | ---------- | ------------------------- | ------------------- | ----------------- | --------------- | ------- |
| 1  |         |            | Уильям Ливингстон         | 31 августа 1776     | 25 июля 1790      | —               | 13+1⁄2  |
| —  |         |            | Элайша Лоуренс            | 25 июля 1790        | 29 октября 1790   | —               | 1⁄2     |
| 2  |         |            | Уильям Патерсон           | 29 октября 1790     | 30 марта 1793     | —               | 2+1⁄2 . |
| —  |         |            | Томас Хендерсон           | 30 марта 1793       | 3 июня 1793       | —               | 1⁄2     |
| 3  |         |            | Ричард Хауэлл             | 3 июня 1793         | 31 октября 1801   | —               | 8       |
| 4  |         |            | Джозеф Блумфилд           | 31 октября 1801     | 28 октября 1802   | —               | 1       |
| —  |         |            | Джон Лэмберт              | 28 октября 1802     | 29 октября 1803   | —               | 1 .     |
| 4  |         |            | Джозеф Блумфилд           | 29 октября 1803     | 29 октября 1812   | —               | 9 .     |
| 5  |         |            | Аарон Огден               | 29 октября 1812     | 29 октября 1813   | —               | 1       |
| 6  |         |            | Уильям Сэнфорд Пеннингтон | 29 октября 1813     | 19 июня 1815      | —               | 1+1⁄2   |
| —  |         |            | Уильям Кеннеди            | 19 июня 1815        | 26 октября 1815   | —               | 1⁄2 .   |
| 7  |         |            | Мэйлон Дикерсон           | 26 октября 1815     | 1 февраля 1817    | —               | 1+1⁄2   |
| 8  |         |            | Айзек Хэлстед Уильямсон   | 6 февраля 1817      | 30 октября 1829   | —               | 12+1⁄2  |
| —  |         |            | Гэррет Уолл               | —                   | —                 | —               | —       |
| 9  |         |            | Питер Дюмон Врум          | 6 ноября 1829       | 26 октября 1832   | —               | 3       |
| 10 |         |            | Сэмьюэл Саусэрд           | 26 октября 1832     | 27 февраля 1833   | —               | 1⁄2     |
| 11 |         |            | Элаэс Сили                | 27 февраля 1833     | 25 октября 1833   | —               | 1⁄2     |
| 9  |         |            | Питер Дюмон Врум          | 25 октября 1833     | 3 ноября 1836     | —               | 3       |
| 12 |         |            | Филемон Дикерсон          | 3 ноября 1836       | 27 октября 1837   | —               | 1       |
| 13 |         |            | Уильям Пеннингтон         | 27 октября 1837     | 27 октября 1843   | —               | 6       |
| 14 |         |            | Дэниел Хейнс              | 27 октября 1843     | 21 января 1845    | —               | 1       |
| 15 |         |            | Чарльз Стрэттон           | 21 января 1845      | 18 января 1848    | —               | 1       |
| 14 |         |            | Дэниел Хейнс              | 18 января 1848      | 21 января 1851    | —               | 1       |
| 16 |         |            | Джордж Франклин Форт      | 21 января 1851      | 17 января 1854    | —               | 1       |
| 17 |         |            | Родмэн Прайс              | 17 января 1854      | 20 января 1857    | —               | 1       |
| 18 |         |            | Уильям Ньюэлл             | 20 января 1857      | 17 января 1860    | —               | 1       |
| 19 |         |            | Чарльз Смит Олден         | 17 января 1860      | 20 января 1863    | —               | 1       |
| 20 |         |            | Джоэль Паркер             | 20 января 1863      | 16 января 1866    | —               | 1       |
| 21 |         |            | Маркус Лоуренс Уорд       | 16 января 1866      | 19 января 1869    | —               | 1       |
| 22 |         |            | Теодор Фиц Рэндольф       | 19 января 1869      | 16 января 1872    | —               | 1       |
| 20 |         |            | Джоэль Паркер             | 16 января 1872      | 19 января 1875    | —               | 1       |
| 23 |         |            | Джозеф Бедль (старший)    | 19 января 1875      | 15 января 1878    | —               | 1       |
| 24 |         |            | Джордж Макклелан          | 15 января 1878      | 18 января 1881    | —               | 1       |
| 25 |         |            | Джордж Ладлоу             | 18 января 1881      | 15 января 1884    | —               | 1       |
| 26 |         |            | Леон Эббетт               | 15 января 1884      | 18 января 1887    | —               | 1       |
| 27 |         |            | Роберт Стоктон Грин       | 18 января 1887      | 21 января 1890    | —               | 1       |
| 26 |         |            | Леон Эббетт               | 21 января 1890      | 17 января 1893    | —               | 1       |
| 28 |         |            | Джордж Теодор Уэртс       | 17 января 1893      | 21 января 1896    | —               | 1       |
| 29 |         |            | Джон Григгс               | 21 января 1896      | 31 января 1898    | —               | 1⁄3     |
| —  |         |            | Фостер Макгауэн Ворес     | 31 января 1898      | 18 октября 1898   | —               | 1⁄3 .   |
| —  |         |            | Дэвид Огден Уоткинс       | 18 октября 1898     | 17 января 1899    | —               | 1⁄3     |
| 30 |         |            | Фостер Макгауэн Ворес     | 17 января 1899      | 21 января 1902    | —               | 1 .     |
| 31 |         |            | Франклин Мёрфи            | 21 января 1902      | 17 января 1905    | —               | 1       |
| 32 |         |            | Эдвард Стоукс             | 17 января 1905      | 21 января 1908    | —               | 1       |
| 33 |         |            | Джон Франклин Форт        | 21 января 1908      | 17 января 1911    | —               | 1       |
| 34 |         |            | Вудро Вильсон             | 17 января 1911      | 1 марта 1913      | —               | 1⁄3 .   |
| —  |         |            | Джеймс Фэйрмэн Филдер     | 1 марта 1913        | 28 октября 1913   | —               | 1⁄3     |
| —  |         |            | Леон Тейлор               | 28 октября 1913     | 20 января 1914    | —               | 1⁄3     |
| 35 |         |            | Джеймс Фэйрмэн Филдер     | 20 января 1914      | 16 января 1917    | —               | 1       |
| 36 |         |            | Уолтер Эванс Эдж          | 16 января 1917      | 16 мая 1919       | —               | 1⁄3     |
| —  |         |            | Уильям Нельсон Раньон     | 16 мая 1919         | 13 января 1920    | —               | 1⁄3     |
| —  |         |            | Клэренс Кейс              | 13 января 1920      | 20 января 1920    | —               | 1⁄3     |
| 37 |         |            | Эдвард Эдвардс            | 20 января 1920      | 15 января 1923    | —               | 1       |
| 38 |         |            | Джордж Себастьян Сильцер  | 15 января 1923      | 19 января 1926    | —               | 1       |
| 39 |         |            | Артур Гарри Мур           | 19 января 1926      | 15 января 1929    | —               | 1       |
| 40 |         |            | Морган Фостер Ларсон      | 15 января 1929      | 19 января 1932    | —               | 1       |
| 39 |         |            | Артур Гарри Мур           | 19 января 1932      | 3 января 1935     | —               | 1⁄3     |
| —  |         |            | Клиффорд Росс Пауэлл      | 3 января 1935       | 8 января 1935     | —               | 1⁄3     |
| —  |         |            | Хорэйс Григгс Пролл       | 8 января 1935       | 15 января 1935    | —               | 1⁄3     |
| 41 |         |            | Гарольд Хоффман           | 15 января 1935      | 18 января 1938    | —               | 1       |
| 39 |         |            | Артур Гарри Мур           | 18 января 1938      | 21 января 1941    | —               | 1       |
| 42 |         |            | Чарльз Эдисон             | 21 января 1941      | 18 января 1944    | —               | 1       |
| 36 |         |            | Уолтер Эванс Эдж          | 18 января 1944      | 21 января 1947    | —               | 1       |
| 43 |         |            | Альфред Дрисколл          | 21 января 1947      | 19 января 1954    | —               | 2 .     |
| 44 |         |            | Роберт Мейнер             | 19 января 1954      | 16 января 1962    | —               | 2       |
| 45 |         |            | Ричард Хьюз               | 16 января 1962      | 20 января 1970    | —               | 2       |
| 46 |         |            | Уильям Кэхилл             | 20 января 1970      | 15 января 1974    | —               | 1       |
| 47 |         |            | Брендан Бирн              | 15 января 1974      | 19 января 1982    | —               | 2       |
| 48 |         |            | Томас Кин (старший)       | 19 января 1982      | 16 января 1990    | —               | 2       |
| 49 |         |            | Джеймс Флорио             | 16 января 1990      | 18 января 1994    | —               | 1       |
| 50 |         |            | Кристина Тодд Уитман      | 18 января 1994      | 31 января 2001    | —               | 1+1⁄5   |
| 51 |         |            | Дональд Дифранческо       | 31 января 2001      | 8 января 2002     | —               | 1⁄5     |
| —  |         |            | Джон Фармер (младший)     | 8 января 2002       | 8 января 2002     | —               | 1⁄5     |
| —  |         |            | Джон Беннетт              | 8 января 2002       | 12 января 2002    | —               | 1⁄5     |
| —  |         |            | Ричард Коди               | 12 января 2002      | 15 января 2002    | —               | 1⁄5     |
| 52 |         |            | Джим Макгриви             | 15 января 2002      | 15 ноября 2004    | —               | 1⁄2     |
| 53 |         |            | Ричард Коди               | 15 ноября 2004      | 17 января 2006    | —               | 1⁄2     |
| 54 |         |            | Джон Корзин               | 17 января 2006      | 19 января 2010    | —               | 1 .     |
| 55 |         |            | Крис Кристи               | 19 января 2010      | 16 января 2018    | Ким Гуаданьо    | 2       |
| 56 |         |            | Фил Мёрфи                 | 16 января 2018      | действующий       | Шейла Оливер    | 1       |

## Исполняющий обязанности губернатора
До 2010 года, в отличие от большинства штатов, в Нью-Джерси отсутствовала должность вице-губернатора. Когда должность губернатора становилась вакантной или губернатор становился нетрудоспособен в связи с телесными повреждениями, исполняющим обязанности губернатора служил председатель Сената штата. При этом во время исполнения обязанностей губернатора председатель Сената продолжал свою законодательную деятельность, что давало одному лицу контроль и над исполнительной, и над законодательной ветвями власти. Исполняющий обязанности губернатора работал до следующих выборов губернатора, либо до выздоровления губернатора, либо, в случае смерти или отставки губернатора менее чем за 16 месяцев до конца его периода полномочий — до конца его срока. Ричард Коди служил исполняющим обязанности губернатора Нью-Джерси до января 2006 года после отставки Джим Макгриви в конце 2004 года. В 2001 году после отставки Кристины Тодд Уитман ради поста администратора Агентства по охране окружающей среды Дональд Дифранческо стал исполняющим обязанности губернатора. Должность вице-губернатора была учреждена во время выборов 2005 года в штате, а первый вице-губернатор был избран на выборах 2009 года.
После отставки Уитман и отъезда Дифранческо Джон Беннетт работал исполняющим обязанности губернатора в течение 3,5 дней. За это время он подписал несколько законопроектов, зачитал послание законодательному собранию и провёл приёмы в Drumthwacket, резиденции губернатора Нью-Джерси. Аналогичным образом обязанности губернатора исполнял и Ричард Коди. Поскольку Сенат Нью-Джерси был разделён поровну между Демократической и Республиканской партиями, это привело к сопредседательству Коди и Беннетта, каждый из которых поочерёдно занимал должность исполняющего обязанности губернатора в течение 3 дней. Возможно, это событие явилось одним из важных факторов, повлиявших на решение избирателей изменить конституцию штата, учредив должность вице-губернатора.

### Комментарии
1. ↑  Из исполняющих обязанности губернатора в список включены лишь те, кто временно занял вакантную должность губернатора. Лица, исполнявшие обязанности губернатора, когда последний находился вне штата или временно был нетрудоспособным, указываются в комментарии к соответствующему губернатору. Возможно, что другие люди кратковременно исполняли обязанности, но не были отражены в источниках.
2. ↑  Переизбиравшиеся губернаторы имеют только один номер; их последующие сроки отмечаются их первоначальным номером, выделенным курсивом.
3. ↑  Должность вице-губернатора была учреждена в 2006 году и была впервые заполнена в 2010 году, см. Конституцию Нью-Джерси, статья 11, раздел 7
4. ↑  Частичные сроки некоторых губернаторов не следует понимать буквально; вернее, они показывают, сколько раз губернатор избирался, а также периоды полномочий, во время которых служило несколько губернаторов из-за отставок, смертей и т. п.
5. ↑  Умер в должности.
6. 1 2 3  Будучи вице-председателем Законодательного совета, исполнял обязанности губернатора в течение остатка срока своего предшественника.
7. ↑  Подал в отставку ради должности члена Верховного суда США
8. ↑  Ассоциация губернаторов США утверждает, что Патерсон вступил в должность 30 октября; однако в более ранних книгах уточняется, что он это сделал 29 октября[14].
9. ↑  Хауэлл находился в Пенсильвании, командуя армией ополчения Нью-Джерси во время восстания из-за виски; в его отсутствие Томас Хендерсон[англ.], будучи вице-председателем Законодательного совета исполнял обязанности губернатора с 20 сентября по 25 декабря 1794 года[15].
10. ↑  В 1802 году при избрании законодательным собранием губернатора ни один кандидат не получил большинства голосов; законодательное собрание «сдалось» 25 ноября 1802 года. Лэмберт, будучи вице-президентом Законодательного совета, исполнял обязанности губернатора до следующего избрания[16].
11. ↑  Блумфилд находился в Нью-Йорке, командуя военным округом 3 во время Англо-американской войны; в его отсутствие Чарльз Кларк, будучи вице-председателем Законодательного совета, исполнял обязанности губернатор с 1 июня по 29 октября 1812 года, когда кончился срок Блумфилда[17].
12. ↑  Подал в отставку ради должности федерального судьи в округе Нью-Джерси[англ.][18].
13. ↑  Все официальные перечни не включают Кеннеди, который исполнял обязанности губернатора в течение 4 месяцев[19].
14. 1 2 3 4  Подал в отставку ради места в Сенате, куда его до этого избрали.
15. ↑  Законодательное собрание избрало его губернатором после отставки Мэйлона Дикерсона[20]. Неизвестно, кто исполнял обязанности губернатора между отставкой Дикерсона и избранием Уильямсона.
16. ↑  Ни в одном источнике не упоминается, чтобы кто-либо исполнял обязанности губернатора между отставкой Дикерсона и избранием Уильямсона; вице-председателем Законодательного совета в то время был Джесс Апсон, так что вероятно, что он исполнял обязанности губернатора[21].
17. ↑  Уильямсон был известен как федералист; Федералистская партия прекратила существование примерно в 1820 году[22]. В одном из источников он называется «экс-федералистом» до своего избрания[23]. В современном источнике сказано, что он остался в должности, пока «партия Джексона» не стала контролировать законодательное собрание; поскольку это отсылка к Демократическо-республиканской партии, можно предположить, что Уильямсон не перешел в неё[24].
18. ↑  Уолл был избран 30 октября 1829 года; однако он отказался от должности, это решение вступило в силу 6 ноября 1829 года[25].
19. ↑  Сили был вице-председателем Законодательного совета во время отставки Саусэрда; однако Сили был избран губернатором, а не просто исполнял его обязанности в течение остатка срока Саусэрда[26].
20. ↑  Редакция конституции штата 1844 года вступила в силу во время первого срока Хейнса, установив третий вторник января концом его срока[6].
21. ↑  Стрэттон стал первым губернатором, избранным согласно положениям конституции штата 1844 года, которая увеличила период его полномочий с одного года до трех лет, и сделала его первым всенародно избранным губернатором[6].
22. ↑  Подал в отставку ради должности генерального прокурора США.
23. ↑  Будучи председателем Сената, исполнял обязанности губернатора до своей собственной отставки. Ворес был выдвинут на должность губернатора на выборах 1898 года, но конституция штата запрещала губернаторам переизбираться. Чтобы обойти эту норму, он подал в отставку со своего места в Сенате (и таким образом перестал быть исполняющим обязанности губернатора), что позволило ему баллотироваться в губернаторы и победить на выборах[27]
24. 1 2  Будучи спикером палаты представителей штата, исполнял обязанности губернатора в течение срока своего предшественника.
25. ↑  Ворес выехал из США в Европу на несколько недель в 1900 году; Уильям Джонсон[англ.], будучи председателем Сената, формально исполнял обязанности губернатора с 21 мая по 19 июня[28][29][30]
26. ↑  Мёрфи дважды покидал штат в 1904 году; Эдмунд У. Уэйкли, будучи председателем Сената, формально исполнял обязанности губернатора дважды и, согласно странице 284 Справочника законодательного собрания (англ. Manual of the Legislature), служил с 23 апреля по 5 июня, когда Мёрфи был в Европе, и с 14 по 27 июня, когда Мёрфи посещал Чикаго и Сент-Луис[31]. Однако на странице 16 той же самой книги указано, что он служил с 25 апреля по 5 июня и с 15 по 27 июня[28]. Фактически он принимал должностную присягу 26 апреля и 14 июня[30].
27. ↑  В 1909 году Форт покинул штат на некоторое время; Joseph Sherman Frelinghuysen, Sr., будучи председателем Сената, исполнял обязанности губернатора в течение неопределенного времени[32].
28. ↑  Подал в отставку ради должности президента США
29. ↑  Вильсон неоднократно покидал штат во время службы губернатором[29]. Среди документированных эпизодов — выезд с 3 мая по 3 июня 1911 года, в течение этого времени Эрнест Экермен[англ.], будучи председателем Сената, исполнял обязанности губернатора[33][34], хотя в другом источнике сказано, что он принял должностную присягу 4 мая[35]. Экермен также исполнял обязанности губернатора с 25 октября 1911 года примерно неделю, а затем еще раз примерно неделю в середине ноября 1911 года[36]. Джон Дайнли Принс[англ.] стал председателем Сената в 1912 году; известно, что он исполнял обязанности губернатора не менее чем в 11 разных случаях[36].
30. ↑  Будучи председателем Сената, исполнял обязанности губернатора до своей собственной отставки. Как и Вореса, его выдвинули в губернаторы на выборах 1913 года, но согласно конституции штата не имел права переизбираться, поэтому подал в отставку со своего места в Сенате, чтобы баллотироваться, и победил на выборах[37].
31. ↑  Филдер покинул штат на какое-то время в июне 1914 года; Джон У. Слоукам, будучи председателем Сената, исполнял обязанности губернатора в течение неопределенного времени[38]. Уолтер Эванс Эдж[англ.] позднее стал председателем Сената и исполнял обязанности губернатора в течение пяти недель в 1915 году[39]. Позднее председателем Сената стал Джордж У. Ф. Гонт и исполнял обязанности губернатора, хотя определенно известны лишь два дня: 19 сентября 1916 года и 9 октября 1916 года[40].
32. 1 2  В одном из источников утверждается, что Джордж У. Ф. Гонт, будучи председателем Сената, исполнял обязанности губернатора в 1917 году, но неизвестно, исполнял ли он обязанности Джеймса Фэйрмэна Филдера или Уолтера Эванса Эджа[29].
33. ↑  Эдж покидал штат на некоторое время в 1918 году; известно, что Томас Маккрэн[англ.], будучи председателем Сената, исполнял обязанности губернатора, но неизвестно, в течение какого времени[29].
34. 1 2 3  Будучи председателем Сената, исполнял обязанности губернатора до окончания своего сенатского срока.
35. 1 2 3  Будучи председателем Сената, исполнял обязанности губернатора в течение остатка срока своего предшественника.
36. ↑  Второй срок Дрисколла был первым, связанным с избранием согласно редакции конституции штата 1947 года, увеличившей время службы губернатора с трех до четырех лет[7]
37. ↑  Подала в отставку ради должности администратора Агентства по охране окружающей среды.
38. 1 2  Исполнял обязанности губернатора в течение более чем 180 дней после 1 января 2001 года, поэтому считается полноправным губернатором согласно закону, принятому в 2006 году[3]
39. ↑  Будучи генеральным прокурором штата, исполнял обязанности губернатора в течение 90 минут между заседаниями Сената[41]
40. 1 2  В начале 2002 года Сенат штата был разделен поровну между республиканцами и демократами[42]. В качестве компромисса по избранию председателя — таким образом, и исполняющего обязанности губернатора — было решено, что республиканец Джон Беннетт будет исполнять обязанности губернатора с 13:30 8 января по начало дня 12 января, а затем — демократ Ричард Коди с начала дня 12 января по полдень 15 января, когда избранный губернатор Джим Макгриви вступил в должность[43].
41. ↑  Подал в отставку из-за сексуального скандала с участием помощницы.
42. ↑  Корзин серьезно пострадал в автокатастрофе 12 апреля 2007 года; Ричард Коди[англ.], будучи председателем Сената, исполнял обязанности губернатора до 7 мая 2007 года[44]. В 2010 году Корзин покинул страну ради отпуска в Швейцарии; Стивен Суини[англ.], будучи председателем Сената, исполнял обязанности губернатора с 14 примерно по 17 января[45]
43. ↑  Второй срок губернатора Кристи  истекает 16 января 2018 года; он достиг ограничения по числу сроков.